# Estádio HaYud-Alef
O Estádio HaYud-Alef (hebraico: אצטדיון הי"א, Itstadyon HaYud-Alef) é um Estádio de futebol em Asdode e a casa do Moadon Sport Ashdod e Maccabi Ironi Ashdod. 

O estádio é nomeado após os 11 atletas. Quem foi assassinado nos Jogos Olímpicos de Munique de 1972